# الگا فوندا
الگا فوندا (انگلیسی: Olga Fonda؛ زادهٔ ۱ اکتبر ۱۹۸۲) یک هنرپیشه، و مانکن اهل روسیه است.
از فیلم‌ها یا برنامه‌های تلویزیونی که وی در آن نقش داشته‌است می‌توان به فولاد اصل، عشق لطمه می‌زند، ۹/۱۱ و نقش نادیا پتروا در سریال خاطرات خون‌آشام اشاره کرد.